# صخره‌نگاری‌های نیرو
نقاشی‌های صخره‌ای نیــِرو (به انگلیسی: Nyero)در شرق اوگاندا درشهرستان کومی ، ۸ کیلومتر (۵٫۰ مایل) غرب شهر کومی، حدود ۲۵۰ کیلومتر (۱۵۵٫۳ مایل) از پایتخت کامپالا، واقع شده است . نقاشی های صخره ای نیرو یکی از مهمترین هنرهای سنگی در اوگاندا هستند.

## تاریخ
نقاشی‌های صخره‌ای نیرو مربوط به قبل از 1250 میلادی است. آنها ابتدا در سال 1913 ثبت شدند و بعداً توسط محققان به عنوان اشکالی با ماهیت هندسی توصیف شدند.  این نوع هنر صخره‌ای بخشی از یک سنت همگن است که اغلب با رنگدانه قرمز به تصویر کشیده می‌شود و در شرق، مرکز و بخش‌هایی از جنوب آفریقا دیده می‌شود و با توزیع فرهنگ شکارچی-گردآورنده اواخر عصر سنگ همخوانی دارد. این هنر عموماً به شکارچیان باتوا (توا) نسبت داده می شود که منشأ پیگمه‌ای دارند و امروزه در شرق آفریقا فقط در گروه های کوچک در نزدیکی مرز رواندا /اوگاندا و شرق کنگو پیدا می شوند. این احتمال وجود دارد که جوامع شکارچی-گردآورنده توا زمانی در منطقه بزرگتری، شامل مکان‌های هنری صخره‌ای، زندگی می‌کردند و احتمالاً به دلیل ورود ساکنان کنونی (گروه‌های Nilotic ، Luo ، و Bantu ) کوچیدند. این نقاشی ها هویت فرهنگی مردم تسو ، اوگاندا و آفریقا را به طور کلی غنی می‌کند.

## وضعیت میراث جهانی
این سایت در 10 سپتامبر 1997 در رده فرهنگی به فهرست موقت میراث جهانی یونسکو در اوگاندا اضافه شد. 